# Gironde
|  | Denne atikel handler om departementet Gironde. Se Gironde (æstuarium) for flodmundingen/æstuariet som det er opkaldt efter. |
Gironde ( fransk udtale ?) er et departement i regionen Aquitaine, i det sydvestlige Frankrig. Hovedbyen er Bordeaux, og departementet har 1.287.334 indbyggere (1999).
Der er 6 arrondissementer, 33 kantoner og 538 kommuner i Gironde.